# Smith W. Brookhart

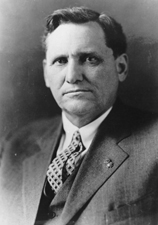
Smith W. Brookhart

Smith Wildman Brookhart, född 2 februari 1869 i Scotland County, Missouri, död 15 november 1944 i Yavapai County, Arizona, var en amerikansk republikansk politiker. Han representerade delstaten Iowa i USA:s senat 1922-1926 och 1927-1933. Han var känd som en förespråkare av alkoholförbud. Han hade många motståndare inom det egna partiet i och med att han ofta kritiserade presidenterna Warren G. Harding och Calvin Coolidge samt näringslivets företrädare.
Brookhart studerade juridik och inledde 1892 sin karriär som advokat i Washington, Iowa. Han gifte sig 22 juni 1897 med Jennie Hearne. Paret fick fyra söner och två döttrar.
Brookhart tjänstgjorde i USA:s armé både i spansk-amerikanska kriget och i första världskriget. Han avancerade till överstelöjtnant. Han var ordförande i National Rifle Association 1921-1925.
Brookhart förlorade i republikanernas primärval inför senatsvalet 1920 mot Albert B. Cummins. Senator William Squire Kenyon avgick 1922 för att tillträda som domare i en federal domstol. Brookhart besegrade demokraten Clyde L. Herring i fyllnadsvalet. 
I senatsvalet 1924 utmanades Brookhart av demokraten Daniel F. Steck. Efter rösträkningen förklarades Brookhart som valets segrare med knapp marginal. Steck vägrade att godkänna valresultatet. Brookhart fick fortsätta som senator fram till 1926. Senaten avgjorde 12 april 1926 tvisten om 1924 års valresultat i Iowa. 45 senatorer röstade för tolkningen att Steck hade vunnit valet, medan 41 röstade för att Brookhart skulle ha fått sitta kvar i senaten. Steck vann i senaten trots att hans eget parti var i minoritet.
Brookhart besegrade sittande senatorn Cummins i primärvalet 1926. Cummins avled sedan i ämbetet och efterträddes av David W. Stewart. Brookhart vann senatsvalet och efterträdde Stewart som senator i mars 1927. Slutet på förbudstiden var nära i och med att den allmänna opinionen i USA höll på att ändras. Brookhart ville förhindra utvecklingen med en kampanjturné mot spriten. Han debatterade Fiorello La Guardia, Clarence Darrow och andra kända motståndare till förbudslagstiftningen. De många uppträdandena runt om USA ledde till att Brookhart ofta var frånvarande från senaten. Frånvaron var en av faktorerna som användes mot honom i senatsvalet 1932. Han efterträddes som senator av Richard L. Murphy.
Brookharts grav finns på Elm Grove Cemetery i Washington, Iowa.